# Хак, София
Са́ида Софи́я Хак (англ. Syeda Sophia Haque; 14 июня 1971, Портсмут — 16 января 2013, Лондон) — британская актриса

, певица, виджей и танцовщица

.

## Ранние годы
Саида София Хак родилась 14 июня 1971 года в Портсмуте (Англия, Великобритания) в семье бангладешца и британки еврейского происхождения. Она была младшей их трёх дочерей.
Её воспитывала мать Тельма, школьная учительница. Она посещала Приоратскую школу в Орпингтоне и брала уроки танцев с двух с половиной лет в Школе танца Радуги Мэри Форрестер, а затем переехала в 13 лет в Лондон (где она жила со своим отцом, Амирулом Хаком, ресторатором, и его второй женой), обучаясь полный рабочий день в художественных учебных заведениях Лондона.

## Карьера
София начинала свою карьеру в качестве певицы в 1988 году.
В 1999 году Хак начала сниматься в кино и к 2013 году она сыграла в 20-ти фильмах и телесериалах. Исполнила роль Пуджи в фильме «Особо опасен» (2008). Снималась во 2 сезоне сериала «Обитель Анубиса» в роли духа Санкхары.
Также она являлась виджеем на телеканале «MTV».

## Личная жизнь и смерть
Хак жила в Напхилле, Суррей, вместе со своим партнёром, музыкальным режиссёром Дэвидом Уайтом. Пара строила плавучий дом, когда она заболела.
Незадолго до Рождества 2012, года Софии был поставлен диагноз рак. Вскоре у Хак развился тромб в лёгком и пневмония, и она умерла во сне в первые часы 17 января 2013 года в Лондонском госпитале во время медицинского обследования.

## Избранная фильмография
| Год       |   | Русское название            | Оригинальное название                           | Роль                      |
| --------- | - | --------------------------- | ----------------------------------------------- | ------------------------- |
| 1999      | ф | Красавица                   | Khoobsurat                                      | специальное появление     |
| 2000      | ф |                             | Snip!                                           | Тара                      |
| 2001      | ф | Неутомимый                  | Indian                                          |                           |
| 2002      | ф | Да... и я люблю тебя        | Haan Maine Bhi Pyaar Kiya                       | танцовщица в красном сари |
| 2002      | ф | Сантошам                    | Santosham                                       |                           |
| 2003      | ф | Любовь с первого взгляда    | Pehli Nazar Ka Pehla Pyaar: Love at First Sight | танцовщица                |
| 2003      | ф | Вечер                       | Sandhya                                         |                           |
| 2005      | ф | Мангал Пандей               | Mangal Pandey: The Rising                       |                           |
| 2008      | с | Мохнатики                   | Fur TV                                          | миссис Слэйтер            |
| 2008      | с | Сказки для взрослых         | Fairy Tales                                     | Амира                     |
| 2008      | ф | Особо опасен                | Wanted                                          | Пуджа                     |
| 2008      | ф | Хари Путтар: Комедия ужасов | Hari Puttar: A Comedy of Terrors                | Анна Сингх                |
| 2008—2009 | с | Coronation Street           | Coronation Street                               | Поппи Моралес             |
| 2012      | с | Обитель Анубиса             | House of Anubis                                 | Санкхара                  |
| 2013      | ф | Магия                       | Jadoo                                           |                           |